# Grimmia macrotyla
Grimmia macrotyla là một loài Rêu trong họ Grimmiaceae. Loài này được Cardot & Broth. mô tả khoa học đầu tiên năm 1923.